# Pseudoboletus
Pseudoboletus är ett släkte av svampar i familjen Boletaceae. Släktet beskrevs 1991 av den tjeckiske mykologen Josef Šutara för att innefatta parasitsoppen som tidigare förts till släktet Xerocomus. Namnet består av prefixet pseudo-. "falsk", lagt till boletus, "sopp", och betyder alltså "falsk sopp". Släktet omfattar två arter, den europeiska P. parasiticus och den ostasiatiska P. astraeicola, vilka förefaller att leva parasitiskt på svampar ur släktena Scleroderma (rottryfflar, företrädesvis gul rottryffel, S. citrinum) respektive Astraeus (väderspåstjärna, A. hygrometricus). Om det verkligen är fråga om parasitism och hur den i så fall går till är inte helt klarlagt.
Förutom att de växer associerade med buksvampar är också avsaknaden av caulohymenium (hymenium i fotens ytskikt) en viktig karaktär (unik bland europeiska Boletaceae).

## Arter
- Pseudoboletus astraeicola
- Parasitsopp Pseudoboletus parasiticus

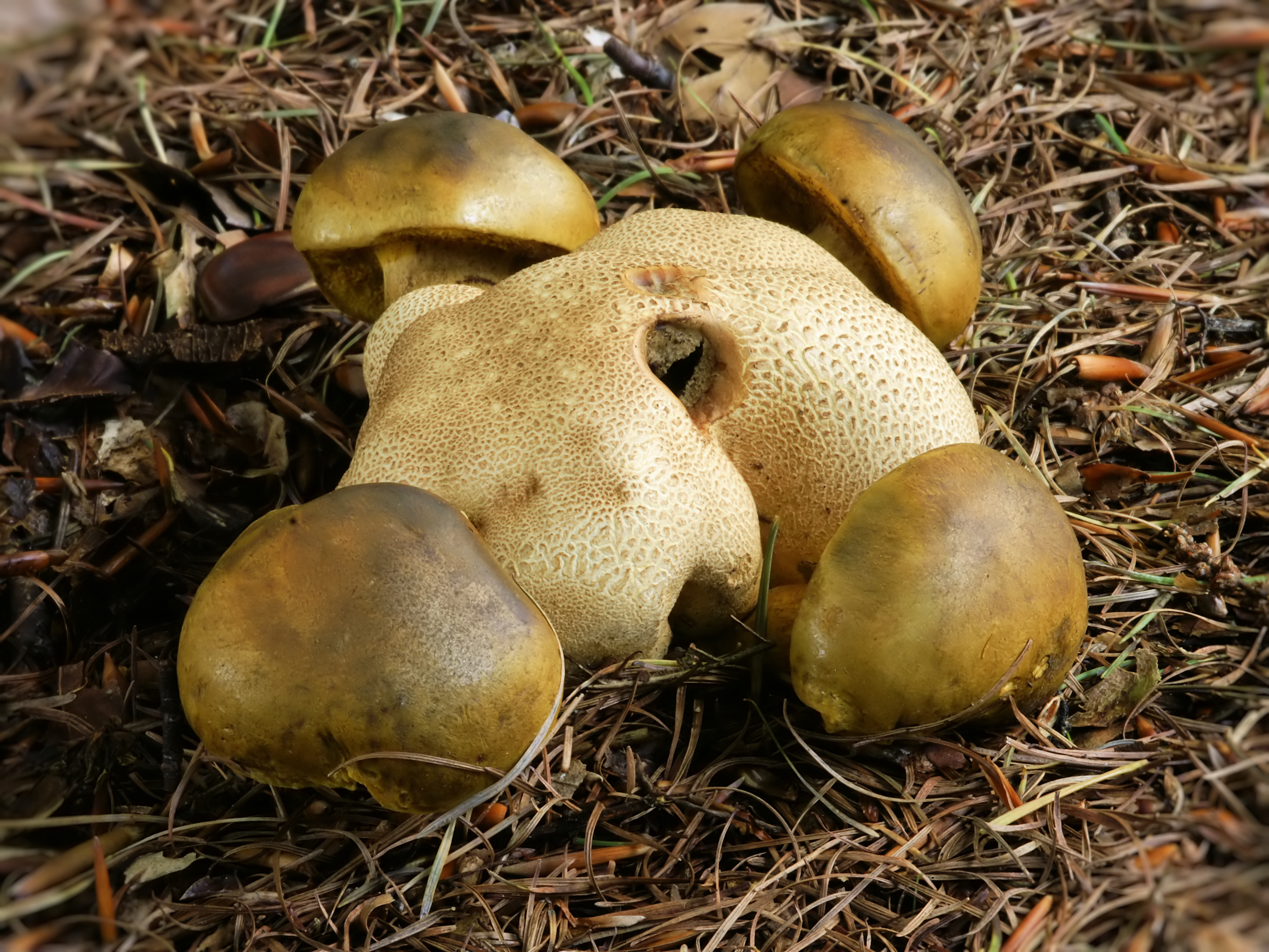
Fyra fruktkroppar av Pseudoboletus parasiticus kring gul rottryffel.
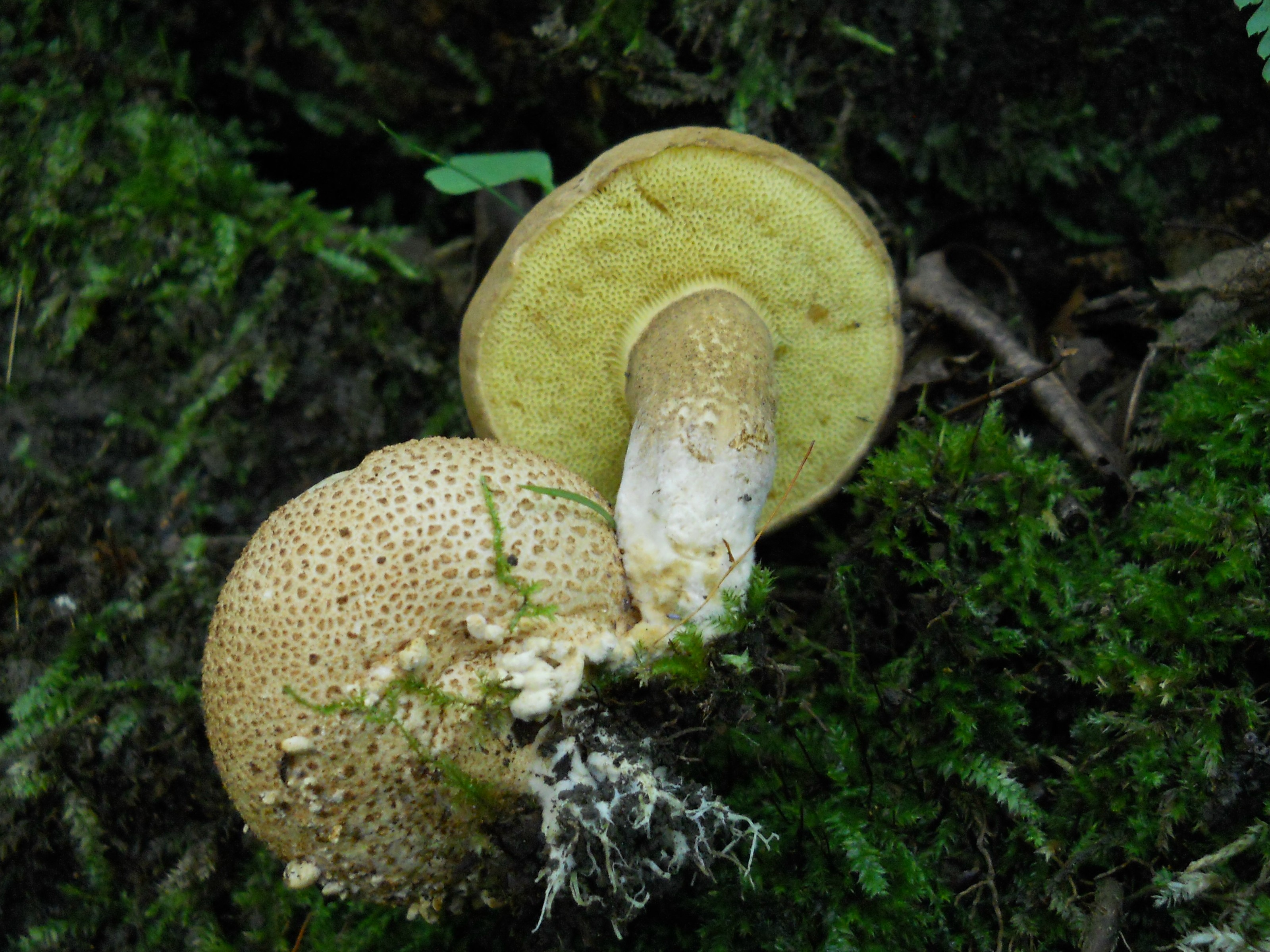
Pseudoboletus parasiticus

## Fylogeni
Släktet Pseudoboletus är, fylogenetiskt sett, en av de mest basala kladerna inom Boletaceae.
|  | Buchwaldoboletus |
|  |                  |
|  | Chalciporus      |
|  |                  |

|  | Pseudoboletus     |
|  |                   |
|  | Övriga Boletaceae |
|  |                   |

|  | Buchwaldoboletus |
|  |                  |
|  | Chalciporus      |
|  |                  |

|  | Pseudoboletus     |
|  |                   |
|  | Övriga Boletaceae |
|  |                   |